# رابنسبورگ
رابنسبورگ (به آلمانی: Rabensburg) یک منطقهٔ مسکونی در اتریش است که در ناحیه میستلباخ واقع شده‌است. رابنسبورگ ۱٬۱۰۱ نفر جمعیت دارد.